# 中田孝
中田 孝（なかだ たかし、1908年3月8日 - 2000年8月15日）は、日本の機械工学者。東京工業大学名誉教授。元日本機械学会会長。元計測自動制御学会会長。元日本学士院会員。日本学士院賞受賞。

## 人物・経歴
東京府東京市浅草区生まれ。京華中学校卒業後、数学が得意だったため、入試に国語がなかった東京高等工業学校に進学し、関口八重吉に師事した。1928年東京高等工業学校機械科卒業。1932年一期生として東京工業大学工学部機械工学科卒業、東京工業大学機械工学科実験室助手。
1939年東京工業大学精密機械研究所助教授。1944年東京工業大学精密機械研究所教授、工学博士。1953年「歯車に関する研究」により成瀬政男東北大学教授、和栗明九州大学教授とともに日本学士院賞を受賞。1958年パデュー大学客員教授（フルブライト・プログラム）。1961年東京工業大学精密機械研究所所長。1962年精機学会会長。1963年日本機械学会会長。
1964年ジョージア工科大学客員教授（アメリカ国立科学財団）。1966年東京工業大学精密機械研究所所長、国際自動制御学会(IFAC)理事。1967年計測自動制御学会会長。1968年定年退官、東京工業大学名誉教授、東京精密測器代表取締役。1982年東京精密測器取締役会長。1986年豊橋工倶西島鉄工所顧問。1988年日本学士院会員。指導学生に林輝東京工業大学名誉教授など。

## 受賞
- 1953年 日本学士院賞[4]
- 1959年 日本機械学会論文賞[4]
- 1964年 日本機械学会論文賞[4]
- 1964年 大河内記念技術賞[4]
- 1964年 東京都知事賞[4]
- 1973年 計測自動制御学会名誉会員[4]
- 1973年 精機学会名誉会員[4]
- 1973年 日本機械学会名誉員[4]
- 1978年 勲三等旭日中綬章[4]
- 1983年 工作機械技術振興論文賞[4]
- 1988年 日本学士院会員[4]
- 2000年 計測自動制御学会学会賞・功績賞[4]
- 2000年 勲二等瑞宝章[4]